# John Atyeo
Peter John Walter Atyeo (Dilton Marsh, 7 febbraio 1932 – Warminster, 8 giugno 1993) è stato un calciatore inglese, di ruolo attaccante.

## Carriera
Inizia la sua vita da calciatore nelle file delle giovanili del Westbury United, poi nella stagione 1950-1951 colleziona 2 presenze nella First Division con il Portsmouth.

L'anno successivo passa al Bristol City con cui svolge una carriera lunga quindici anni nonostante diverse volte ricevette offerte da Chelsea, Tottenham, Liverpool e Milan con offerte che lo avrebbero reso il calciatore inglese più pagato. Con le sue 645 presenze complessive detiene il record di presenze nel Bristol City di cui fu anche capitano.
Mentre militava nel Bristol lavorava come geometra e studiava per diventare insegnante; dopo il suo ritiro dal calcio, è diventato insegnante di matematica e per oltre 20 anni ha insegnato presso la scuola Kingdown a Warminster.
Morì l'8 giugno 1993 di scompenso cardiaco, nella sua casa a Warminster.

## Statistiche

### Cronologia presenze e reti in nazionale
| Cronologia completa delle presenze e delle reti in nazionale ― Inghilterra | Cronologia completa delle presenze e delle reti in nazionale ― Inghilterra | Cronologia completa delle presenze e delle reti in nazionale ― Inghilterra | Cronologia completa delle presenze e delle reti in nazionale ― Inghilterra | Cronologia completa delle presenze e delle reti in nazionale ― Inghilterra | Cronologia completa delle presenze e delle reti in nazionale ― Inghilterra | Cronologia completa delle presenze e delle reti in nazionale ― Inghilterra | Cronologia completa delle presenze e delle reti in nazionale ― Inghilterra |
| Data                                                                       | Città                                                                      | In casa                                                                    | Risultato                                                                  | Ospiti                                                                     | Competizione                                                               | Reti                                                                       | Note                                                                       |
| -------------------------------------------------------------------------- | -------------------------------------------------------------------------- | -------------------------------------------------------------------------- | -------------------------------------------------------------------------- | -------------------------------------------------------------------------- | -------------------------------------------------------------------------- | -------------------------------------------------------------------------- | -------------------------------------------------------------------------- |
| 30-11-1955                                                                 | Londra                                                                     | Inghilterra                                                                | 4 – 1                                                                      | Spagna                                                                     | Amichevole                                                                 | 1                                                                          |                                                                            |
| 9-5-1956                                                                   | Londra                                                                     | Inghilterra                                                                | 4 – 2                                                                      | Brasile                                                                    | Amichevole                                                                 | -                                                                          |                                                                            |
| 16-5-1956                                                                  | Solna                                                                      | Svezia                                                                     | 0 – 0                                                                      | Inghilterra                                                                | Amichevole                                                                 | -                                                                          |                                                                            |
| 8-5-1957                                                                   | Londra                                                                     | Inghilterra                                                                | 5 – 1                                                                      | Irlanda                                                                    | Qual. Mondiali 1958                                                        | 2                                                                          |                                                                            |
| 15-5-1957                                                                  | Copenaghen                                                                 | Danimarca                                                                  | 1 – 4                                                                      | Inghilterra                                                                | Qual. Mondiali 1958                                                        | 1                                                                          |                                                                            |
| 19-5-1957                                                                  | Dublino                                                                    | Irlanda                                                                    | 1 – 1                                                                      | Inghilterra                                                                | Qual. Mondiali 1958                                                        | 1                                                                          |                                                                            |
| Totale                                                                     |                                                                            | Presenze                                                                   | 6                                                                          |                                                                            | Reti                                                                       | 5                                                                          |                                                                            |